# JazzNu
JazzNu is een onafhankelijk journalistiek online magazine over jazz en geïmproviseerde muziek. Sinds de eerste editie op 28 april 2015 publiceert JazzNu wekelijks recensies van concerten en albums en regelmatig interviews met jazzmuzikanten. Daarnaast zijn er een aantal rubrieken, waaronder de maandelijks verschijnende Jazz-tafette, waarin een muzikant antwoord geeft op een aantal vaste vragen, en Jazzgereedschap, waarin muzikanten vertellen over hun instrument.
Jazz Nu was ook de naam van een tijdschrift dat op 1 oktober 1978 in het Bimhuis in Amsterdam werd gepresenteerd. De uitgever en hoofdredacteur van het huidige JazzNu, Rinus van der Heijden, was een van de twee oprichters van dit papieren periodiek, dat als ondertitel meekreeg ‘Maandblad voor aktuele, geïmproviseerde muziek’.